# Renato Borghetti

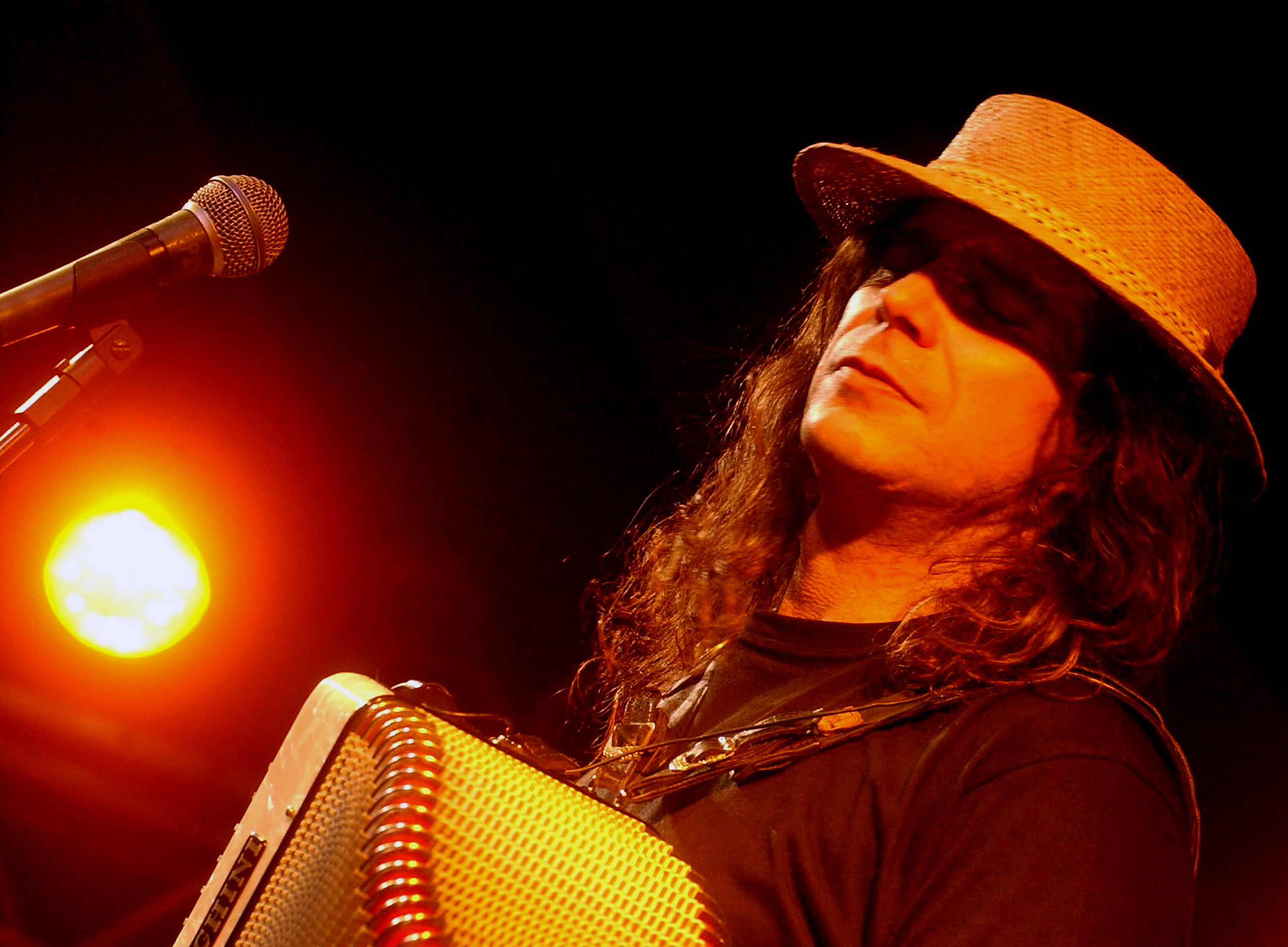
Renato Borghetti (2006)

Renato Borghetti (* 23. Juli 1963 in Porto Alegre) ist ein brasilianischer Akkordeonist und Komponist mit italienischen und deutschen Wurzeln. Er ist ein wichtiger Vertreter der Música Gaúcha.

## Leben und Wirken
Borghetti begann im Alter von zehn Jahren mit dem Musizieren, nachdem er von seinem Vater ein Akkordeon mit acht Tasten, eine gaita ponto, bekam. Er wurde eine Attraktion in dem von seinem Vater geleiteten Zentrum für Traditionen der Gauchos; mit 15 Jahren hatte er seinen ersten professionellen Auftritt bei einem großen regionalen Festival in Rio Grande do Sul. Er studierte Tiermedizin und machte nebenher weiter Musik.
Borghettis erstes Album Gaita-Ponto (1984) wurde mit 130.000 verkauften Exemplaren zum ersten brasilianischen Instrumentalalbum, das eine Goldene Schallplatte erhielt. Er stand mit Dominguinhos, Sivuca oder Luiz Gonzaga ebenso auf der Bühne wie mit Stéphane Grappelli, Ron Carter oder Hermeto Pascoal. Er tourte durch ganz Brasilien und seit 1987 durch Mitteleuropa und Italien und spielte eine Saison in New York. Er gastierte zweimal auf dem Free Jazz Festival (São Paulo) und trat auch als Solist mit mehreren Symphonie- und Kammerorchestern wie dem Orquestra Sinfônica de Porto Alegre auf. 2009 konzertierte er auf dem Womex-Festival. In den letzten Jahren trat er auch mit dem Gitarristen Yamandu Costa auf. Das gemeinsame Duoalbum BorghettiYamandu wurde 2018 für einen Grammy Latino nominiert.
Borghetti produziert seit 2010 in seiner „Fabrica de Gaiteiros“ in der Nähe seiner Ranch Akkordeons; dort erhalten auch benachteiligte Kinder und Jugendliche Unterweisung auf dem Akkordeon.
Borghetti mischt in seinen Kompositionen Folklore mit der Música Popular Brasileira und hat einen unverwechselbaren Stil.

## Diskographische Hinweise
- 1984 – Gaita Ponto – RNS Discos
- 1985 – Renato Borghetti – Som Livre
- 1987 – Renato Borghetti – RCA Victor
- 1988 – Esse tal de Borghettinho – RCA/BMG-Ariola
- 1989 – Renato Borghetti – Chantecler/Continental
- 1990 – O Melhor de Renato Borghetti – Som Livre
- 1991 – Borghetti – Continental
- 1992 – Pensa que Berimbau é Gaita? – RBS Discos
- 1993 – Renato Borghetti – RGE
- 1993 – Renato Borghetti & Hermeto Pascoal: Instrumental no CCBB – RGE
- 1994 – Accordionist – Prestige Records
- 1995 – As 20 Melhores de Renato Borghetti – RGE
- 1996 – Gaúcho – RGE
- 1998 – Gauderiando – RGE
- 1999 – Ao Ritmo de Tio Bilia – RBS Discos/Som Livre
- 2001 – Paixão no Peito
- 2002 – Ao Vivo em Viena
- 2002 – Umberto Petrin & Renato Borghetti: Reunião
- 2002 – SESC São Paulo – A Música Brasileira deste Século por seus Autores e Intérpretes
- 2005 – Gaitapontocom
- 2005 – Gaúchos (Quinton Recorde Viena)
- 2007 – Fandango
- 2011 – Andanças – Live in Brussels – Saphrane
- 2016 – Gaita na Fábrica – Sounds from the Squeezebox Factory – Saphrane
- 2018 – Renato Borghetti & Yamandu Costa BorghettiYamandu